# Topozentrisch

Beobachtung eines Objekts im näheren Umfeld, ausgehend von einem Punkt auf einer Kugel (Beispiel)

Bezugssysteme heißen topozentrisch (griech. τοπος Topos, Ort), wenn ihr Ursprung (oder ein anderer Punkt) an einen Ort gebunden ist, der zumeist auf der Oberfläche eines Himmelskörpers liegt. Typischerweise sind zwei der drei Koordinatenachsen horizontal orientiert (siehe Astronomische Koordinatensysteme), und der als Referenz gewählte Ort, das Topozentrum, ist zugleich der Ort eines Beobachters oder eines Messinstruments.
Topozentrische Bezugssysteme sind relative Koordinatensysteme und stehen ihrem Konzept nach im Gegensatz zu
- den Koordinatensystemen, die an einen Schwerpunkt gebunden sind (geozentrisch, heliozentrisch etc.)
- den frei fallenden Inertialsystemen
- den Fahrzeugkoordinatensystemen.

Wählt man für die horizontalen Achsen Geraden, dann ergibt sich nur für kurze Distanzen eine näherungsweise Entsprechung mit der Oberfläche des zugeordneten Himmelskörpers. Wählt man dagegen einen gekrümmten Achsenverlauf (oft eine Ellipse und somit endliche Achsenlängen), dann ergibt sich eine Oberflächen- bzw. Raum-Beschreibung in der Art eines Geodätisches Datums.
Insbesondere weiter entfernte Objekte werden gerne nur der Richtung nach über Azimut (Himmelsrichtung entlang der Ebene) und Elevations-Winkel (Vertikalwinkel) im Sinne einer lokalen Himmels-Halbkugel beschrieben.
Ist das Ziel die Himmelsbeobachtung, dann mag die tatsächlich erreichbare freie Sicht hierauf stark vom gewählten Standort abhängen, d. h. meist etwas eingeschränkt sein, kann jedoch in wenigen Sonderfällen weit mehr als eine Halbkugel sein.
Durch wiederholte Winkelmessungen zu unterschiedlichen, bekannten Zeiten lassen sich in der Praxis für eine bekannte Bewegung und Drehung des Topozentrums im Raum auch Objekt-Entfernungen für quasi statische Objekte im Weltall bestimmen. Weiterhin ist es hierüber möglich, z. B. Planetenbahnen und viele weitere astronomische Größen zu bestimmen.
Die Dominanz der topozentrischen Sicht, die sich jedem Beobachter des Himmels (incl. der Astronomie, vgl. Astronomische Koordinatensysteme) aufdrängt, heißt Topozentrismus. So sprechen wir etwa vom Sonnenauf- und -untergang.
Beispiele für Fachbegriffe, die sich auf topozentrische Koordinaten beziehen, sind Höhenwinkel, Sternzeit und geomagnetische Inklination. 